# Championnats du monde de cyclo-cross 1975
Navigation
Édition précédente Édition suivante
Les championnats du monde de cyclo-cross 1975 ont lieu le 26 janvier 1975 à Melchnau en Suisse. Deux épreuves masculines sont au programme.

## Podiums
| Épreuves | Or                 | Argent             | Bronze             |
| -------- | ------------------ | ------------------ | ------------------ |
| Élites   | Roger De Vlaeminck | Albert Zweifel     | Peter Frischknecht |
| Amateurs | Robert Vermeire    | Klaus-Peter Thaler | Gerrit Scheffer    |

## Résultats

### Classement des élites
| Pos. | Cycliste           | Pays                 | Temps           |
| ---- | ------------------ | -------------------- | --------------- |
|      | Roger De Vlaeminck | Belgique             | 1 h 09 min 53 s |
|      | Albert Zweifel     | Suisse               | + 0:31          |
|      | Peter Frischknecht | Suisse               | + 1:26          |
| 4    | Eric De Vlaeminck  | Belgique             | + 2:03          |
| 5    | Albert Van Damme   | Belgique             | + 2:18          |
| 6    | Marc De Block      | Belgique             | + 2:48          |
| 7    | Hermann Gretener   | Suisse               | + 3:49          |
| 8    | Rolf Wolfshohl     | Allemagne de l'Ouest | + 4:22          |
| 9    | Michel Baele       | Belgique             | + 6:14          |
| 10   | Richard Steiner    | Suisse               | + 6:28          |

### Classement des amateurs
| Pos. | Cycliste            | Pays                 | Temps           |
| ---- | ------------------- | -------------------- | --------------- |
|      | Robert Vermeire     | Belgique             | 1 h 00 min 11 s |
|      | Klaus-Peter Thaler  | Allemagne de l'Ouest | + 0:00          |
|      | Gerrit Scheffer     | Pays-Bas             | + 0:00          |
| 4    | Willy Lienhard      | Suisse               | + 2:09          |
| 5    | André Geirland      | Belgique             | + 2:20          |
| 6    | Czesław Polewiak    | Pologne              | + 2:28          |
| 7    | Gilbert Lahalle     | France               | + 2:33          |
| 8    | Franco Vagneur      | Italie               | + 2:41          |
| 9    | Eric Desruelle      | Belgique             | + 2:43          |
| 10   | Ekkehard Teichreber | Allemagne de l'Ouest | + 3:01          |

## Tableau des médailles
| Rang | Nation               | Or | Argent | Bronze | Total |
| ---- | -------------------- | -- | ------ | ------ | ----- |
| 1    | Belgique             | 2  | 0      | 0      | 2     |
| 2    | Suisse               | 0  | 1      | 1      | 2     |
| 3    | Allemagne de l'Ouest | 0  | 1      | 0      | 1     |
| 4    | Pays-Bas             | 0  | 0      | 1      | 1     |